# Лекарь поневоле (телеспектакль)
«Лекарь поневоле» — телеспектакль в постановке Вениамина Смехова по одноимённой пьесе Жана-Батиста Мольера.

## Сюжет
Сюжет определил ещё Мольер — это фарс. Главный герой — некто Сганарель, его играет актёр Вениамин Смехов. Со Сгаранелем произошёл курьёз примерно такой же, как некогда с Хлестаковым из «Ревизора» Гоголя, а именно: Сганареля принимают за известного врача, который как говорят слухи «творит чудеса».
Сганарель успешно справляется со своим новым амплуа, а кроме того он делает и добрые дела — помогает влюблённой паре воссоединиться. Не забывает новый врач и о хлебе насущном — простодушные пациенты щедро ему платят, и теперь его кошелёк не то, чтобы звенит, а дополна набит золотыми монетами.

## В ролях
| Актёр               | Роль              |
| ------------------- | ----------------- |
| Вениамин Смехов     | Сганарель         |
| Вячеслав Невинный   | Жеронт            |
| Алика Смехова       | Мартина и Жаклина |
| Виктор Шендерович   | Робер             |
| Марина Александрова | Люсинда           |
| Северин Омен        | Леандр            |
| Сергей Угрюмов      | Лука и Тибо       |
| Евгений Косырев     | Валер и Перрен    |
| Юлий Ким            | Менестрель        |

## Производство
Съёмки фильма проходили в музее-усадьбе Кусково.
Режиссёру Вениамину Смехову пришлось самому сняться в главной роли, так как актёр Виктор Гвоздицкий, приглашённый на роль Сгаранеля, не смог участвовать в съёмках.
Дочь Вениамина Смехова Алика Смехова снялась в этом фильме сразу в двух ролях.
В роли Леандра снимался студент Щукинского училища американец Северин Омен, говоривший по-русски с акцентом, поэтому Жеронт подозревал в женихе своей дочери иностранца.
Юлий Ким сочинил к телеспектаклю стихи и музыку и сам исполнил свои песни.

## Съёмочная группа
- Режиссёр: Вениамин Смехов
- Стихи и музыка: Юлий Ким